# Harald Åkerstein

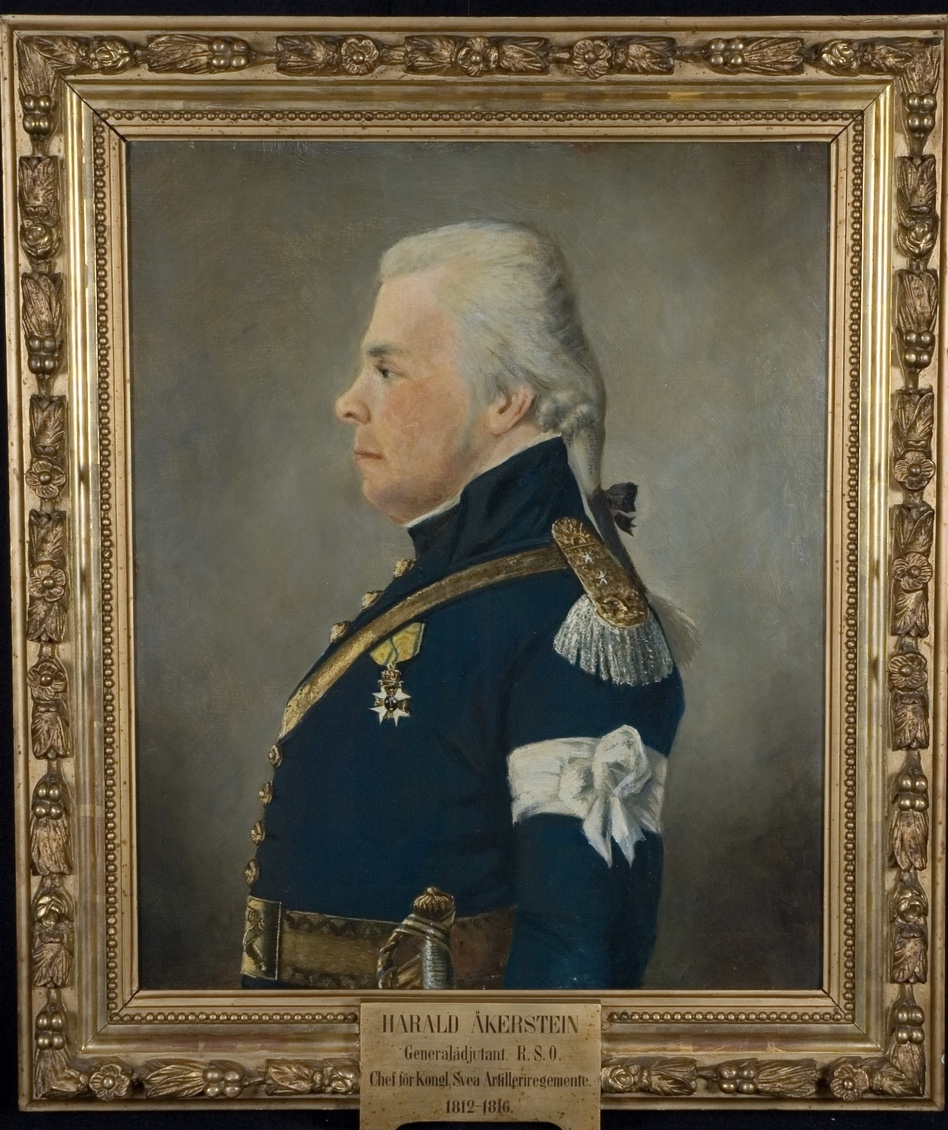
Åkerstein iklädd uniform m/1792 för en överstelöjtnant vid Svea artilleriregemente. På bröstet bär han Svärdsorden. Målning från ca 1800 av okänd konstnär.

Harald Åkerstein, född den 21 januari 1755 i Stockholm, död där den 2 mars 1816, var en svensk militär, son till Johan Otto Åkerstein.

## Biografi
Harald Åkerstein skrevs den 23 december 1771 in som volontär vid Jämtlands dragonregemente och utnämndes till sergeant vid artilleriet den 29 mars 1773. Han fick underlöjtnants grad den 14 oktober 1774 och nio år senare, den 28 augusti 1783, blev han löjtnant. År 1783–1788 var han kommendant vid Fredriksskans i Gävle. Den 22 augusti 1790 utnämndes han till kapten i armén och dagen efter även vid artilleriet. Den 9 maj 1792 blev han major i armén och tjänstgjorde därefter som överadjutant hos kung Gustav IV Adolf. Den 10 april 1793 utnämndes han till major vid artilleriet.
Den 2 november 1795 blev Åkerstein överstelöjtnant i armén och fick samtidigt befattningen generaladjutant av flygeln, det vill säga chef över ena halvan av den uppställda truppen. Den 8 november 1800 blev han överstelöjtnant vid Svea artilleriregemente och den 31 december 1806 chef för finska artilleriet samt den 24 mars 1812 chef för Svea artilleriregemente, varvid han samtidigt utnämndes till överste.
År 1788–1790 deltog han i Gustav III:s ryska krig där han tjänstgjorde som stabsadjutant hos friherren, generalmajor Klingspor och 1808 deltog han i Finska kriget.

### Adelskap
Åkerstein adlades den 17 augusti 1808 och introducerades vid Riddarhuset den 29 april 1809. Han bibehöll sitt namn och släkten fick nr 2193.

### Familj
Åkerstein gifte sig den 27 februari 1787 med Ulrika Charlotta Uhr (30 juni 1767–1 maj 1820). Hon var dotter till brukspatron Nils Joakim Uhr och Margareta Elisabet Eckman. Ulrika Charlotta Uhr var vidare brorsdotter till David Uhr, adlad af Uhr den 18 april 1789. Paret vigdes på Gammelstilla bruk i Torsåker.

## Utmärkelser och ledamotskap
- 24 november 1794: Riddare av Svärdsorden
- 17 augusti 1811: Ledamot av Kungliga Krigsvetenskapsakademien